# Caso Miguel (2020)
O caso menino Miguel refere-se à morte de Miguel Otávio Santana da Silva (nascido em 17 de novembro de 2014, em Vitória de Santo Antão, Pernambuco), de cinco anos de idade, filho da empregada doméstica Mirtes Renata Santana de Souza. A criança caiu do nono andar do prédio em que Mirtes trabalhava, em Recife, cuja patroa era Sari Mariana Costa Gaspar Côrte Real, esposa do prefeito Sérgio Hacker, de Tamandaré, cidade a pouco mais de cem quilômetros do Recife. Naquele dia, quando Mirtes saiu para levar o cachorro dos patrões para passear, teve que deixar Miguel no apartamento. O menino chorava porque sentia falta da mãe, e entrou no elevador do prédio. Sari mandou o elevador para um andar mais elevado. Quando ele chegou ao nono andar, Miguel saiu, acessou uma área destinada ao sistema de ar condicionado e caiu de uma altura de 35 metros.
O fato ocorreu no mesmo dia em que a Emenda Constitucional n.º 72, conhecida como "PEC das Empregadas Domésticas" completou cinco anos desde a sua publicação, reacendendo o debate sobre o racismo no Brasil e a herança nefasta deixada pela escravidão no país. Foi aberta uma petição no site Change.org, cobrando justiça por Miguel. No dia 4 de junho, contava com mais de 400 mil assinaturas. Dois dias depois, o número ultrapassava a marca de 2 milhões.
Outra consequência do caso foi a criação, pela Universidade Federal Rural de Pernambuco (UFRPE), do Instituto Menino Miguel. Criada em outubro de 2020, a instituição visa à proteção da infância e da adolescência, até a velhice.

## O caso

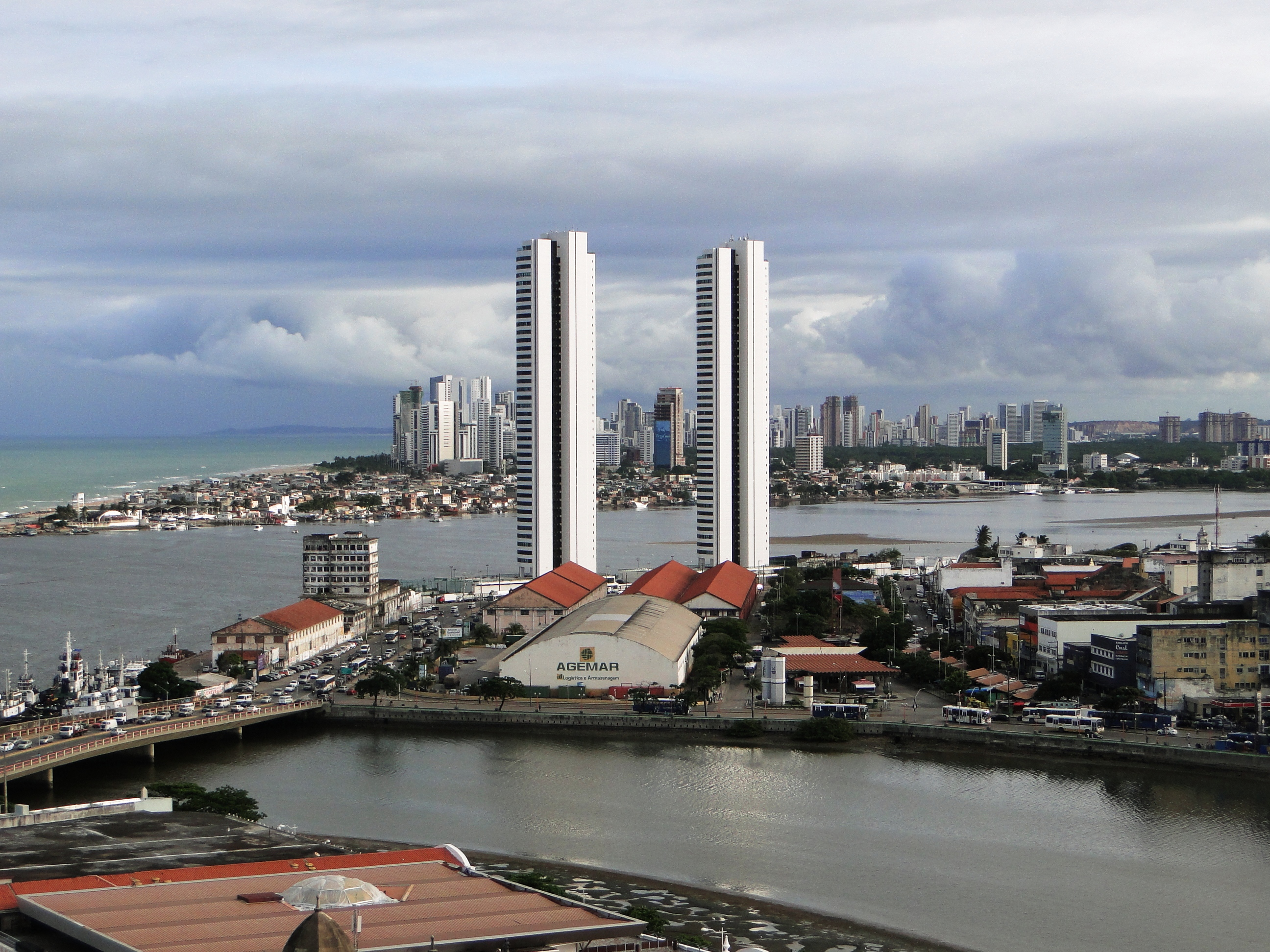
O caso ocorreu numa das torres das edificações conhecidas como Torres Gêmeas, no Recife

O país vivia a pandemia global do COVID-19, que exigia o isolamento social como medida de segurança. Mirtes, por não ter escola ou creche para deixar Miguel, teve de levá-lo com ela ao trabalho, dado que a necessidade financeira a impedia de ficar em casa. No dia 2 de junho, a mãe, que trabalhava no quinto andar do edifício de luxo Píer Maurício de Nassau, no bairro São José, saiu de casa para passear com o cachorro da família, enquanto a patroa ficou em casa com uma manicure. O garoto decidiu sair em procura da mãe e tentou usar sozinho o elevador, mas foi contido pela dona da casa em um primeiro momento. Mais tarde, a criança insistiu em entrar no elevador. As imagens de uma câmera de segurança mostraram a proprietária do apartamento apertando um botão do elevador, indo embora e deixando a porta se fechar com a criança ali. Miguel, que havia apertado os botões de vários andares, parou no sétimo andar, mas permaneceu no elevador. No nono andar o garoto decidiu sair e, à procura da mãe, escalou uma grade atrás da qual estavam os aparelhos de ar condicionado dos apartamentos daquele andar. Daí, subiu em um parapeito de alumínio que não resistiu ao seu peso e caiu de uma altura de 35 metros.
No dia 3 de junho, a polícia autuou a patroa em flagrante por homicídio culposo e, após pagar uma fiança de 20 mil reais, pôde responder o processo em liberdade. A patroa não teve a identidade revelada, segundo a polícia, devido à Lei de Abuso de Autoridade, que proíbe policiais e servidores públicos de divulgar nome e imagens de membros dos Poderes Legislativo, Executivo, Judiciário e do Ministério Público; no caso, a patroa era primeira-dama. Chiara Ramos, que é professora e cofundadora do coletivo Abayomi Juristas Negras, criticou o modo controverso como a polícia usou a Lei de Abuso de Autoridade para não divulgar o rosto e o nome de Sarí Mariana Costa Gaspar Côrte Real.
Considero estar de acordo com a constituição é que nomes e imagens podem ser divulgados sim, deixando evidente que se é suspeito sem nenhum prejuízo de culpabilidade. O que a lei expressamente proíbe são os casos de constrangimento vexatório, como existe nos programas policiais (...) O sistema jurídico funciona diferente a depender da qualidade do cidadão. No Brasil, temos uma classe de sobrecidadãos, acima da lei, que só pegam desse sistema os seus privilégios, mas não recebem penas e sanções. É a branquitude, as pessoas de classe financeira mais alta. E temos uma classe de subcidadãos, inseridos no sistema, mas só pra receber a penalidade.
No dia 4 de junho, a mãe, em entrevista, alegou que se encontrara novamente com a patroa e disse que ela "pediu perdão". Mirtes disse que "ela [a patroa] pediu perdão, disse que me amava muito e minha mãe e que não tinha culpa [da morte de Miguel]. Foi sem querer. Após as duas se encontrarem novamente no dia 25 de junho, na delegacia, a mãe de Miguel disse que a ex-patroa "é um monstro, uma pessoa fria e calculista". A mãe de Miguel questionou o motivo da Sari Gaspar negar que apertou o botão do elevador que o manda à cobertura (o que sugere o vídeo das câmeras de seguranças).

### Inquérito
Em 1 de julho, um mês depois do fato, foi concluído o inquérito. Sari Corte Real foi indiciada pelo crime de abandono de incapaz, que resultou na morte de Miguel. Segundo as averiguações, Sari foi indiciada pelo crime, por ter permitido que o menino ficasse sozinho no elevador, o que por fim resultou na sua morte. Esse crime prevê uma condenação de quatro a doze anos de reclusão. O inquérito concluiu que a sua ação, registrada nas imagens, foi omissa em relação a um menor que estava sob seus cuidados, ao comandar o elevador para seguir até a cobertura do prédio, deixando que a porta se fechasse com a criança sozinha. Sua conduta resultou, menos de dois minutos depois, na queda e morte de Miguel do 9º andar. No inquérito foram tomados 24 depoimentos de 21 pessoas envolvidas, e foram anexados dez DVDs com imagens obtidas nas investigações. Segundo Mirtes de Souza, mãe de Miguel, em nota divulgada por seu advogado, a "princesa encastelada nas torres gêmeas" não tardaria a prestar contas à Justiça de Pernambuco e que "a diferença entre o acidente e o desamparo é a escolha". Segundo ela, Sari escolheu desproteger, abandonando Miguel sozinho no elevador e sem ninguém à sua espera. A defesa de Sari contestou a conclusão do inquérito pela polícia civil, afirmando que seria conflitante com os elementos da investigação no inquérito, e que aguardaria o parecer do Ministério Público. Um dos advogados declarou que Sari teria afirmado ao delegado do caso que havia "simulado apertar o botão do elevador".
O Ministério Público apresentou denúncia contra Sari por abandono de incapaz, que foi aceita pela Justiça de Pernambuco em 14 de julho, em decisão tomada pela 1.ª Vara de Crimes contra a Criança e o Adolescente do Recife. Com isso, Sari tornou-se ré em processo criminal, tendo seus advogados dez dias a partir da notificação, para se manifestarem por escrito. Em agosto, os advogados da família de Miguel anexaram no processo o pedido de quase um milhão de reais, por danos morais e materiais.
Em junho de 2021, completado um ano do caso da morte do garoto, a mãe de Miguel criticou a morosidade da justiça, pois Sarí Corte Real ainda não havia sido ouvida em nenhuma audiência.

### Condenação
Dois anos depois do caso, Sarí Corte Real foi condenada a oito anos e seis meses de reclusão, inicialmente em regime fechado, podendo recorrer em liberdade. A sentença foi proferida pela 1ª Vara de Crimes contra a Criança e o Adolescente de Recife em 31 de maio de 2022. Apesar da condenação, ela seguiu em liberdade. Por isso, no dia 2 de junho de 2023, Mirtes Santana se reuniu com uma representante do Ministério da Igualdade Racial para cobrar a conclusão do caso.
Em 28 de setembro de 2023, o Tribunal Regional do Trabalho da 6ª Região (TRT6) condenou Sergio Hacker Corte Real e a esposa dele, Sarí Mariana Costa Gaspar Corte Real, a indenizar em R$ 2,01 milhões a família do menino Miguel.
Em 15 de maio de 2024, o Tribunal Regional do Trabalho da 6ª Região (TRT6) reduziu o valor da indenização por danos morais a ser paga pelos patrões Sari Mariana Costa Gaspar Corte Real e Sergio Hacker, à família de Miguel.
Em 18 de setembro de 2024, o Superior Tribunal de Justiça (STJ) suspendeu a ação que condenou Sari Corte Real e Sérgio Hacker, a pagarem uma indenização de 1 milhão de reais por danos morais à família de Miguel.

## Repercussão
Larissa Ibúmi, historiadora mestranda em história social da diáspora centro-africana, criticou em seu Instagram o  componente racista na morte de Miguel.
A história desse país de herança escravista (e esta história) mostra que, para essa patroa branca, uma criança negra não vale mais que seus cachorros. Hoje eu novamente tenho dificuldade de respirar pensando na mãe de Miguel e em todas as mães de crianças pretas nesse país.
Comentário semelhante veio da historiadora Luciana da Cruz Brito, professora da Universidade Federal do Recôncavo da Bahia (UFRB): "a nossa supremacia branca é assim. Não tivemos leis segregacionistas, como nos Estados Unidos, mas temos o mesmo princípio de que algumas pessoas são mais humanas do que outras." Rita Lisauskas, escrevendo para o E+, d'O Estado de S. Paulo, comparou a situação com os patrões na Casa-grande, tendo em vista que a patroa, vendo a situação de vulnerabilidade da empregada, não a dispensou (por considerar "serviço essencial") e nem deixou de fazer as unhas e na pandemia de COVID-19. Contudo, Mirtes afirmou em entrevista que a patroa não a obrigara a ir, e que foi trabalhar por necessidade financeira.
Priscila Pamela dos Santos, advogada criminalista do IDDD (Instituto de Defesa do Direito de Defesa) e presidente da Comissão de Política Criminal e Penitenciária da OAB (Ordem dos Advogados do Brasil – São Paulo), lamentou a tragédia, mas acredita que caso não deve ser enquadrado em homicídio doloso (com intenção de matar) e isso pode prejudicar o emprego de outras trabalhadoras:

Como técnica, não dá para gente ir para um lado punitivista. É um caso de homicídio culposo e ele é ainda mais complexo porque não se trata de uma ação. A pessoa não empurrou a criança, mas é uma conduta omissiva no sentido de não ter impedido essa criança (...) Quantas mães precisam trabalhar e deixam seus filhos sozinhos? A criança tem que pegar um elevador para ir para a escola [e se coloca] em risco. Temos que tomar muito cuidado porque, quando for a babá negra cuidando da criança, vão legitimar os discursos para homicídio doloso.
Mais de dez entidades assinaram uma nota pedindo justiça no caso, entre elas, a Federação Nacional das Trabalhadoras Domésticas, que declarou: "Trata-se de evidente desprezo e coisificação da vida negra. Miguel morreu no dia em que a PEC das Domésticas completou cinco anos e esse aniversário da legislação de proteção das domésticas diz muito sobre nosso país que não superou sua herança escravagista e racista". O coletivo Pão e Tinta convocou uma manifestação para o dia 5 de junho. Em seu Instagram, a rapper e historiadora Preta Rara, escritora do livro "Eu, Empregada Doméstica" (2019), com histórias de centenas de mulheres que, como ela, passaram por discriminação racial e diversas situações de humilhação ao trabalhar como domésticas no Brasil: 
Quem liga pra vidas das pessoas pretas? As crianças pretas têm que se virar sozinhas desde muito cedo. Eu falo muito sobre as relações coloniais do trabalho doméstico. Hoje eu acordei lendo essa notícia e meu coração está despedaçado. (...) Essa da foto é a cara das patroas por esse Brasil, que não suporta preto e pobre. Eu mesma já tive várias como essa Sari, várias patroas que reclamam de outras domésticas antes de mim que tinham filhos e que as vezes traziam para o serviço.
Também no Instagram, a historiadora Larissa Ibúmi se pronunciou: 
Provavelmente, a maioria das pessoas brancas ditas antirracistas que participaram da ‘campanha’ blackout na terça, seja postando telas pretas em seus perfis, seja indicando e se propondo a dar visibilidade ao trabalho de pessoas negras, tenham pensado que isso geraria algum conforto, que a parte que lhes cabe nesse genocídio sistêmico estava compensada. Mas não existe trégua, o racismo não dá trégua (...) Enquanto as redes estavam subindo as tags blacklivesmatter, perdemos mais uma criança negra para o racismo enraizado neste país, para a desumanização de pessoas negras. Dessa vez não foi a PM, o braço do estado. Mas ainda foram as mesmas estruturas coloniais, aquelas que mantém mulheres negras à serviço da elite branca, as sinhás. Uma mulher branca manda sua empregada doméstica passear com o cachorro enquanto faz as unhas.
A cantora e compositora Adriana Calcanhotto compôs uma música sobre o caso, lançada em setembro de 2020. A renda dos direitos autorais foi revertida para o Instituto Menino Miguel, da Universidade Federal Rural de Pernambuco. A música, com o título de "2 de Junho", foi gravada em dezembro do mesmo ano pela cantora Maria Bethânia.
...eu não consegui lidar bem com a história do Miguel. Este episódio tem contido tantos outros sintomas de racismo extremo, corrupção, desigualdade do Brasil... O Brasil no seu pior está retratado nesse episódio. A partir do dia 2 de junho do ano passado eu não consegui mais não pensar, não consegui comer... Eu fiz a canção por que não consegui não fazê-la.— Adriana Calcanhotto, em entrevista à TV Jornal.